# معهد موسكو للفيزياء والتكنولوجيا

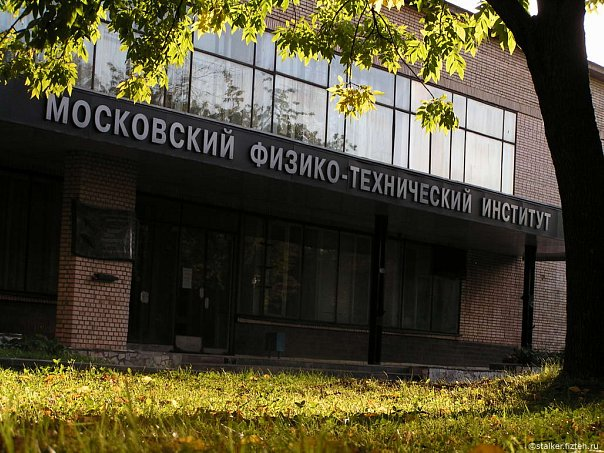
المبنى الرئيسي

معهد موسكو للفيزياء والتكنولوجيا (بالروسية: Московский Физико-Технический институт)‏، معهد روسي رائد أنشئ خلال فترة الاتحاد السوفياتي. لغرض إيجاد متخصصين في الفيزياء النظرية والتطبيقية و كذلك في الرياضيات التطبيقية والتخصصات ذات الصلة.